# Obernbeck
Obernbeck [ˌʔoːbɐnˈbeːk] ist ein Stadtteil der im Nordosten Nordrhein-Westfalens gelegenen Stadt Löhne. Bis zu deren Gründung 1969 bildete der Ort eine eigene Gemeinde.

## Lage und Ortsteile
Der Stadtteil liegt im Westen des Löhner Stadtgebietes. Angrenzende Stadtteile sind Ulenburg im Norden und Osten, Löhne-Bahnhof im Südosten und Löhne-Ort im Süden. Ansonsten schließt sich im Westen Kirchlengern mit Südlengern, Kirchlengern-Dorf und Häver an.
Obernbeck hat etwa 5.800 Einwohner und liegt am Nordufer der Werre. Das Gelände erhebt sich im Westen mit dem Höhenzug der Egge stark ansteigend, weiter östlich eher sanft aus der Flussniederung. Ortsteile sind Obernbeck (Mitte), Feld und Ellerbusch. Der benachbarte offizielle Stadtteil Ulenburg mit seinen nur knapp 500 Einwohnern wird in der allgemeinen Wahrnehmung teilweise ebenfalls zu Obernbeck gerechnet.

## Geschichte
- 1151: erste urkundliche Erwähnung
- um 1550 lutherische Reformation
- bis 1807: Obernbeck gehört bis zu den Napoleonischen Kriegen zur Vogtei Gohfeld im Amt Hausberge des Fürstentums Minden.
- 1807: Obernbeck kommt zum Königreich Westphalen und gehört dort zum Kanton Haddenhausen.
- 1811: Obernbeck kommt zum Kaiserreich Frankreich und gehört dort zur Mairie Mennighüffen im Kanton Mennighüffen.
- 1813: Obernbeck wird wieder preußisch.
- 1816: Obernbeck kommt zum neuen Kreis Bünde.
- 1832: Obernbeck kommt zum Kreis Herford.
- 1843: Die Gemeinde Obernbeck gehört im Kreis Herford zum Amt Mennighüffen.[2]
- 1897–1937: Betrieb der Kleinbahn „Wallücker Willem“ von Kirchlengern über Obernbeck nach Oberlübbe
- 1914: eigenes Kirchspiel, die Christuskirche wird eingeweiht
- 1943: Die Gemeinde Obernbeck wird Teil des neuen Amtes Löhne.
- 1968–1971: Bau der Bundesautobahn 30, die Trasse wird mitten durch den alten Dorfkern geschlagen

Am 1. Januar 1969 wird die Gemeinde Obernbeck ein Teil der neu gegründeten Stadt Löhne.

## Schulen
- Evangelische Grundschule Obernbeck
- Werretalschule Obernbeck (Förderschule)

## Kirchengemeinden
- Evangelisch-Lutherische Kirchengemeinde Obernbeck[4]
- Katholische Kirchengemeinde St. Laurentius (größerer Einzugsbereich)

## Aussprache
Trotz der Endkonsonanten c und k wird der vorhergehende Vokal e lang gesprochen, da es sich bei dem c um ein Dehnungs-c handelt. Die Aussprache ist also [obɛɐnˈbeːk].

## Persönlichkeiten
- Marie Hüsing (1909–1995), evangelische Diakonisse, Dichterin und Schriftstellerin; in Obernbeck geboren
- Walter Heise (1931–2017), Musikpädagoge und -wissenschaftler; in Obernbeck geboren
- Friedel Bolle (1947–2021), Wirtschaftswissenschaftler
- Gerhard Ziemer (* 1953), Herzchirurg, Hannover, Tübingen, Chicago, Danville; Lehrstuhlinhaber Tuebingen; in Obernbeck geboren